# Getriebegehäuse

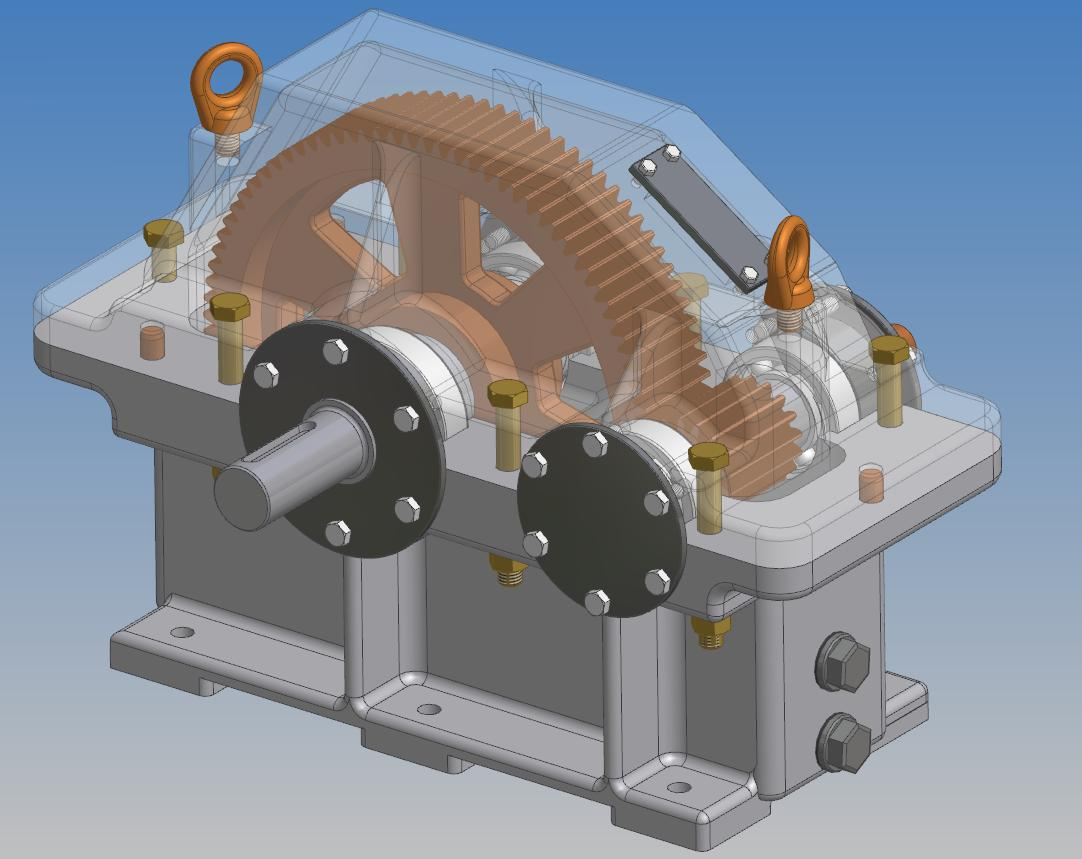
3D-Partialtransparenz-Animationsgrafik eines einstufigen Zahnradgetriebes in einem Getriebegehäuse

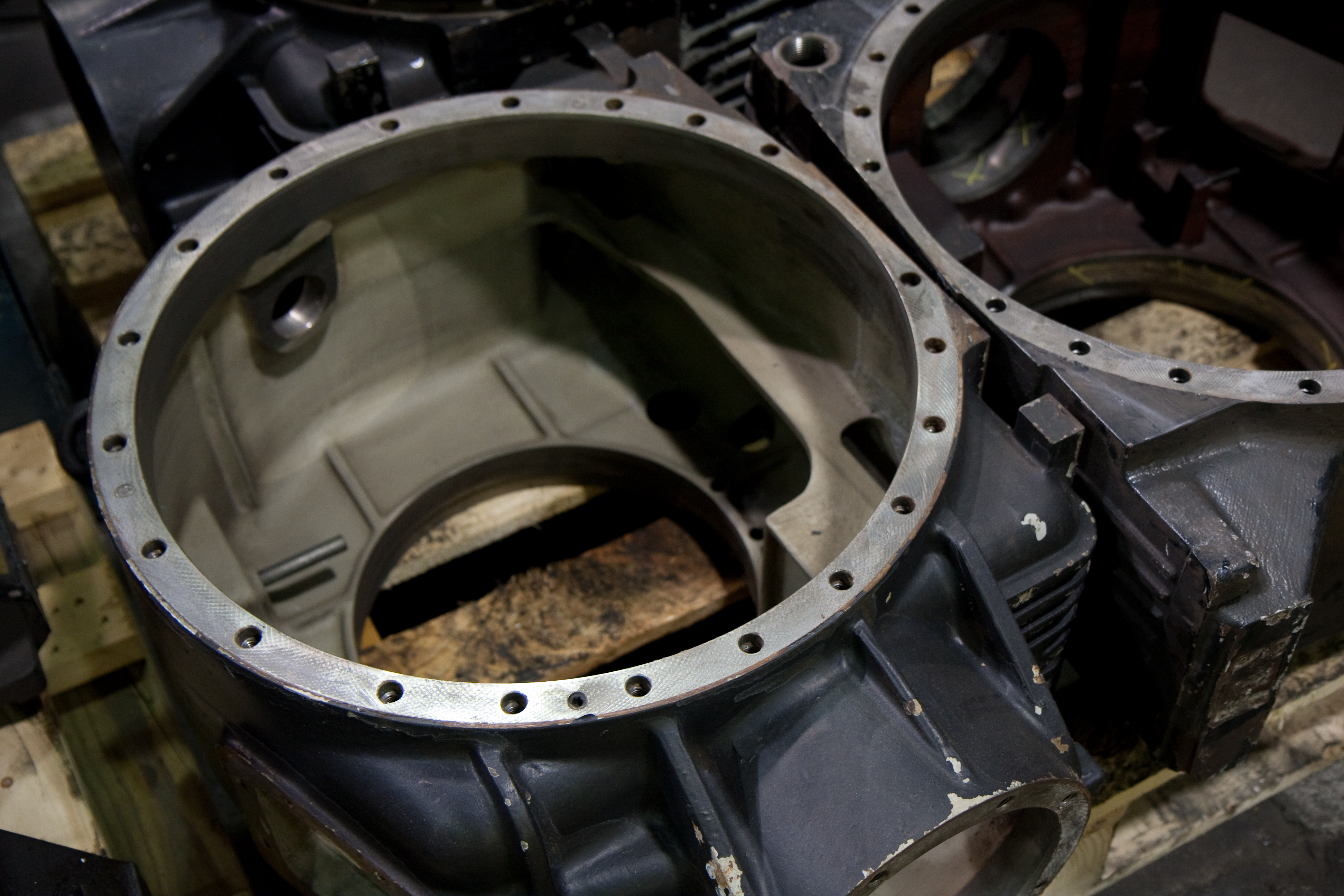
Ein Getriebegehäuse mit abgenommenem Oberteil

Ein Getriebegehäuse (oder Getriebekasten) ist ein Gehäuse zur Aufnahme eines Getriebes. Es hat die Aufgabe, vorhandene Wellen jeweils über die Lager zu führen und den Rädern (eventuell Kurvenscheiben) bei allen Belastungen diejenigen Freiheitsgrade zu gewähren, derer sie bedürfen, ohne sie in der Dreh- und eventuell Bahnbewegung zu behindern, sowie Lagerkräfte und Abstützmomente aufzunehmen. Je nach Art des aufzunehmenden Getriebes (z. B. Zahnradgetriebe, Reibradgetriebe, Riemengetriebe, hydrostatisches, hydrodynamisches Getriebe, Kurvenscheibengetriebe usw.) können Getriebegehäuse sehr unterschiedlich gestaltet und ausgeführt sein. Getriebegehäuse können ein- oder mehrschalig, das heißt, ungeteilt oder geteilt sein. (Bei ungeteilten Getriebegehäusen sind große Bohrungen im Gehäuse zum Einlass von Rädern und Lagern vorgesehen; dies findet etwa bei Getriebemotoren Anwendung).
Getriebegehäuse haben meist eine komplexe Form und werden häufig gegossen, seltener dagegen geschweißt. Das Gehäuse muss sowohl Geräusche und Vibrationen dämpfen helfen, als auch Schmierstoff sicher aufnehmen können. Die Schmierung der Räder und Lager kann als Tauchschmierung im Ölbad oder als Fettschmierung ausgeführt sein (eine Ausnahme hiervon bilden die Haftoberflächen der Räder von Riemen- und Reibradgetrieben, die ungeschmiert bleiben). Als Schmierstoffe werden Schmieröl, Hydrauliköl oder Schmierfett, für die entsprechende Einrichtungen im Getriebegehäuse integriert sind, verwendet. Das Getriebegehäuse hat darüber hinaus Räder (eventuell Kurvenscheiben), Lager und Schmierstoff gegen Staub, Wasser und sonstige Fremdstoffe zu schützen. Damit kein Schmierstoff aus dem Getriebegehäuse austreten kann, werden Dichtungselemente wie beispielsweise Wellendichtringe und O-Ringe verwendet.
Was die Wahl der Werkstoffe für Getriebegehäuse angeht, so findet für Zahnradgetriebe lamellarer Grauguss häufigen Gebrauch; Grafitguss und Stahlguss können eine Alternative dazu darstellen. Für Gehäuse von Fahrzeuggetrieben gelangen oft Leichtmetall-Gusslegierungen, etwa auf Magnesium-Silicium- oder Aluminium-Basis zum Einsatz, so wie dies etwa im VW Käfer zur Anwendung gekommen ist.